# NGC 5942
NGC 5942 é uma galáxia elíptica (E-S0) localizada na direcção da constelação de Serpens. Possui uma declinação de +07° 18' 44" e uma ascensão recta de 15 horas, 31 minutos e 36,8 segundos.
A galáxia NGC 5942 foi descoberta em 19 de Abril de 1887 por Lewis A. Swift.